# Rue du Pila-Saint-Gély
La rue du Pila-Saint-Gély est une voie de commune française de Montpellier.

## Situation et accès
Elle représente une jonction entre la rue de l'Aiguillerie et la Place du Corum. Situé dans l'Écusson, elle connecte ainsi les artères du centre-ville, dont, notamment, la rue Foch, et aboutit vers les quartiers externes au centre-ville, les anciens « faubourgs », dont, notamment l'ancien faubourg Pile Saint-Gilles situé à l'emplacement des quartiers actuels Les Aubes et Boutonnet ainsi que du Corum.
La rue est réputée pour abriter de nombreux restaurants gastronomiques.

## Origine du nom
« Pila Saint Gély » est nom en occitan de l'ancien faubourg Pile Saint-Gilles.

## Bâtiments remarquables et lieux de mémoire
Au N°27 de la rue se trouve le Logis du Chapeau-Rouge, auberge réputée dès le XVIe siècle et dont la construction commence au XIIIe.